# Fathom Five National Marine Park
Der Fathom Five National Marine Park, der sich über eine Fläche von 113,5 km² erstreckt, ist ein am 20. Juli 1987 errichtetes Meeresschutzgebiet in Ontario (Kanada), welches aus mehreren Teilstücken auf der Halbinsel sowie zahlreichen Inseln besteht. Zu den Inseln im Park gehört unter anderem auch Flowerpot Island. Der Park liegt an der Nordspitze der Bruce-Halbinsel, welche die Georgian Bay vom Lake Huron abteilt. Die nächstgelegene Siedlung ist Ortsteil Tobermory, der zur Gemeinde Northern Bruce Peninsula gehört. Südlich des Parks liegt der Bruce-Peninsula-Nationalpark.
Entgegen seinem Namen ist er jedoch kein Nationalpark, sondern ein National Marine Conservation Area. Es ist das erste National Marine Conservation Area welches in Kanada eingerichtet wurde. Die beiden Arten von Schutzgebieten unterscheiden sich in ihrem Schutzstatus und den Nutzungsmöglichkeiten. Bei dem Park handelt es sich um ein Schutzgebiet der IUCN-Kategorie VI (Protected area with sustainable use of natural resources; Ressourcenschutzgebiet mit Management). Seit 2009 sind Teile des Parks Dark Sky Preserve (Lichtschutzgebiet, Bruce Peninsula Dark Sky Preserve).
Durch das von Parks Canada gemanagte Schutzgebiet werden auch die zur Zeit 27 bekannten historische Schiffswracks, wie die Sweepstakes und drei Leuchttürme (Cove Island, Big Tub und Flowerpot) miterfasst. Des Weiteren findet man hier eine Ansammlung von Inseln, an deren teilweise zerklüfteten Küsten verschiedenste Lebewesen im Wasser leben. Seit 2006 wird der Park, zusammen mit dem Bruce-Peninsula-Nationalpark aus einem gemeinsamen Besucherzentrum in Tobermory betreut.
Der Park stand zeitweise auf der kanadischen Tentativliste.